# Mezőszava
Mezőszava (románul Sava) település Romániában, Kolozs megyében.

## Fekvése
Kolozsvártól 39 km-re, Magyarpete, Kisbogács és Omboztelke közt fekvő település.

## Története
1318-ban említik először az oklevelek villa Zaua néven.
A település lakossága a reformáció idején áttért a református vallásra, egy részük felvette az unitárius vallást.
A település első temploma a 14. században épült, a róla fennmaradt adatok szerint nagy méretű kőtemplom volt, amely azonban a 18. század végére annyira megrongálódott, hogy összeomlott. Pusztulását az okozta, hogy a 17. század tatárpusztításai során a református hívek aránya annyira megcsappant, hogy nem volt aki fenntartsa a templomot. Az összeomlott templom helyére az 1860-as években új templomot kezdenek építeni, mely az 1880-as évekre készült el. Ez a templom áll ma is.
A trianoni békeszerződésig Kolozs vármegye Mocsi járásához tartozott.

## Lakossága
1910-ben 511 fő lakta a települést, ebből 391 román, 98 magyar, 5 német és 17 cigány.
2002-ben 213 lakosából 188 román, 19 magyar és 6 cigány volt.

## Látnivalók
- Református temploma
- A Szent Péter tiszteletére szentelt ortodox fatemplom, melyet 1774-ben építettek.